# Triple Trouble
Triple Trouble és una comèdia muda nord-americana de dues bobines de l’Essanay protagonitzada per Charlie Chaplin, Edna Purviance i Leo White que es va muntar anys després que Chaplin hagués abandonat la productora. Malgrat que moltes de les escenes havien estat dirigides per Chaplin, no es tracta d’una pel·lícula oficial seva ja que va ser editada a partir d’escenes descartades d'altres pel·lícules o rodades posteriorment per Leo White, tot sense el consentiment de Chaplin que no podia fer res ja que un jurat havia determinat anys abans que no tenia cap control legal sobre les seves pel·lícules realitzades durant la seva etapa a l’Essanay. La pel·lícula es va estrenar el 11 d’agost del 1918.

## Argument
Charlie aconsegueix feina a casa del coronel Nutt, un fabricant d’armes, i el majordom el posa a càrrec del cuiner que li mana que netegi la cuina. Mentrestant, el coronel mostra a la seva filla el seu nou invent, una bomba que s’acciona a distància. En un altre lloc de la ciutat, els agents d’una agència d’espies es reuneixen amb el comte que els explica que vol aconseguir el dispositiu del coronel Nutt. Es decideix que el comte visiti el coronel per obtenir l’invent. Mentrestant, Charlie ha anat recollint tot de brossa del terra i quan té el cubell ple se’l carrega a l'esquena per buidar-lo sense adonar-se que tota la brossa es va bolcant sobre la pobra minyona que està acabant de fregar la cambra del costat. Surt al pati i la llença per sobre la tanca del jardí caient sobre el comte que entra enfurismat a la casa.
De tornada a la cuina, la minyona renya en Charlie i li llença el fregall. Plora perquè haurà de tornar a començar i Charlie la consola. El fregall ha anat a tocar la cara del comte que entrava a la casa i, en llançar-lo ell també, acaba colpejant el cuiner que, en culpar la minyona, és defensada per en Charlie. El comte es presenta al despatx del coronel que rebutja les seves ofertes i fa que el majordom l'expulsi.
Acabada la feina del dia, en Charlie es dirigeix cap a seva pensió comunitària de mala mort per dormir. Mentrestant, un pinxo vol assaltar el comte, però acaba acceptant l'encarrec de robar l’invent del coronel Nutt. La conversa és escoltada per un policia, que corre a informar els seus companys, que es troben jugant en un solar abandonat. Es presenten a casa dels Nutt buscant la pista d'un gran robatori.
Mentrestant Charlie no pot dormir perquè un borratxo no para de cantar per lo que l’acaba deixant fora de combat trencant-li una ampolla al cap. Més tard, quan tothom dorm, entra un lladre i roba al borratxo i altres estadants. Charlie ho descobreix i aconsegueix recuperar els seus diners i la resta del botí despertant tots els estadants que creuen que és el lladre per lo que ha de marxar corrents, esquivant diversos policies en el camí. Fora, es topa amb el pinxo que reconeix com un antic company. Aquest li proposa que l’ajudi en el robatori de l’invent i Charlie accepta. Els policies encara són a la casa, estirats, fumant i esperant que passi alguna cosa. Els lladres són descoberts i es produeix un seguit de persecucions que provoquen el caos. Al final, l’invent acaba explotant fent volar tots els policies cap al cel. El pinxo és colgat en un munt de runa i es veu a Charlie treure el cap de dins l'estufa de la cuina.

## Repartiment
- Charles Chaplin (conserge)
- Edna Purviance (criada)
- Leo White (comte/propietari de la pensió)
- Billy Armstrong (cuiner/lladre)
- James T. Kelley (borratxo cantador)
- Bud Jamison (rodamón)
- Wesley Ruggles (pinxo)
- Albert Austin (policia)
- Snub Pollard (rodamón a la pensió)

## Producció
El 1916 Chaplin va decidir marxar de l’Essanay per anar a la Mutual, essent “Police” la seva darrera pel·lícula per a la productora. El 9 d'abril de 1916 l’Essanay va estrenar una versió reeditada de la pel·lícula de Chaplin “A Burlesque on Carmen” afegint-hi material addicional per tal que tingués una durada de quatre bobines. Chaplin va presentar una demanda però el tribunal va determinar que l’Essanay tenia el dret de reeditar de la manera que cregués convenient el treball que Chaplin havia fet per a ells. Això va obrir la porta a que posteriorment l’Essanay fes una sèrie de recopilacions i reedicions com “The Essanay-Chaplin Revue” (1916) i “Chase Me Charlie” (1918).
L’Essanay però va decidir guardar altre material per tal d’estrenar-lo més endavant quan el seu valor degut a la popularitat de Charlot fos més gran. Finalment, el 1918 van aprofitar per una banda material descartat de la pel·lícula “Police” i també material del que havia de ser el primer llargmetratge de Chaplin, “Life” i que no es va acabar perquè la productora considerà que tardava massa i que el que realment necessitaven eren pel·lícula es d'una bobina. Finalment, l’Essanay va encarregar a Leo White que filmés nou material per acabar d’aconseguir una pel·lícula de dues bobines, l'estàndard de les comèdies en aquell moment. Chaplin va publicar un gran anunci a “The Moving Picture World” (10 d’agost de 1918) en que assegurava que aquella pel·lícula no era més que escenes descartades de “Police” i demanant que la productora deixés de publicitar la pel·lícula com a seva. La relació entre Chaplin i White no es va ressentir per aquest episodi i Chaplin el va continuar contractant en diferents pel·lícules fins als anys 40. Al final de la seva vida, Chaplin va canviar la seva visió sobre aquesta pel·lícula i la va incloure en la filmografía de la seva autobiografía.